# Arenig
| Systeem                                                                                    | Serie (ICS) | Etage (ICS) | Serie (Brits) | Ouderdom (Ma) |
| ------------------------------------------------------------------------------------------ | ----------- | ----------- | ------------- | ------------- |
| Siluur                                                                                     | Llandovery  | Rhuddanien  | Llandovery    | jonger        |
| Ordovicium                                                                                 | Boven       | Hirnantien  | Ashgill       | 443,4–445,2   |
| Ordovicium                                                                                 | Boven       | Katien      | Ashgill       | 445,2–453,0   |
| Ordovicium                                                                                 | Boven       | Katien      | Caradoc       | 445,2–453,0   |
| Ordovicium                                                                                 | Boven       | Sandbien    | 453,0–458,4   |               |
| Ordovicium                                                                                 | Boven       | Sandbien    | 453,0–458,4   | Llandeilo     |
| Ordovicium                                                                                 | Middel      | Darriwilien | 458,4–467,3   |               |
| Ordovicium                                                                                 | Middel      | Darriwilien | 458,4–467,3   | Llanvirn      |
| Ordovicium                                                                                 | Middel      | Darriwilien | 458,4–467,3   | Arenig        |
| Ordovicium                                                                                 | Middel      | Dapingien   | 467,3–470,0   |               |
| Ordovicium                                                                                 | Onder       | Floien      | 470,0–477,7   |               |
| Ordovicium                                                                                 | Onder       | Tremadocien | Tremadoc      | 477,7–485,4   |
| Cambrium                                                                                   | Furongien   | 10e etage   | Merioneth     | ouder         |
| Vergelijking van de oude (Britse, inofficiële) en officiële indelingen van het Ordovicium. |             |             |               |               |

Arenig is in de geologie zowel de naam van een lithostratigrafische groep in het noorden van Wales; als van een chronostratigrafische serie waartoe die groep behoort en het tijdvak waarin de groep gevormd werd. Als tijdvak is de naam Arenig verouderd, tegenwoordig wordt deze tijdspanne verdeeld over het Midden- en Vroeg-Ordovicium, meer nauwkeurig over de tijdsnedes Floien, Dapingien en Darriwilien.

## Lithostratigrafie
De naam werd in 1847 voor het eerst gebruikt door de Britse geoloog Adam Sedgwick, die daarmee de gesteentelagen in de berg Arenig Fawr (Noord-Wales) aanduidde. Deze gesteentelagen kunnen worden verdeeld in drie formaties:
- de Arenig Formation, bestaande uit zandsteen, kalksteen en conglomeraat;
- de Llandeilo Formation, bestaande uit vulkanische gesteenten afgewisseld met schalie;
- de Caradoc Formation, bestaande uit schalie en kalksteen.

Deze groep ligt in Noord-Wales discordant bovenop (ouder) Cambrisch gesteente. De Arenig Formation vormde tijdens een mariene transgressie in het Vroeg-Ordovicium.

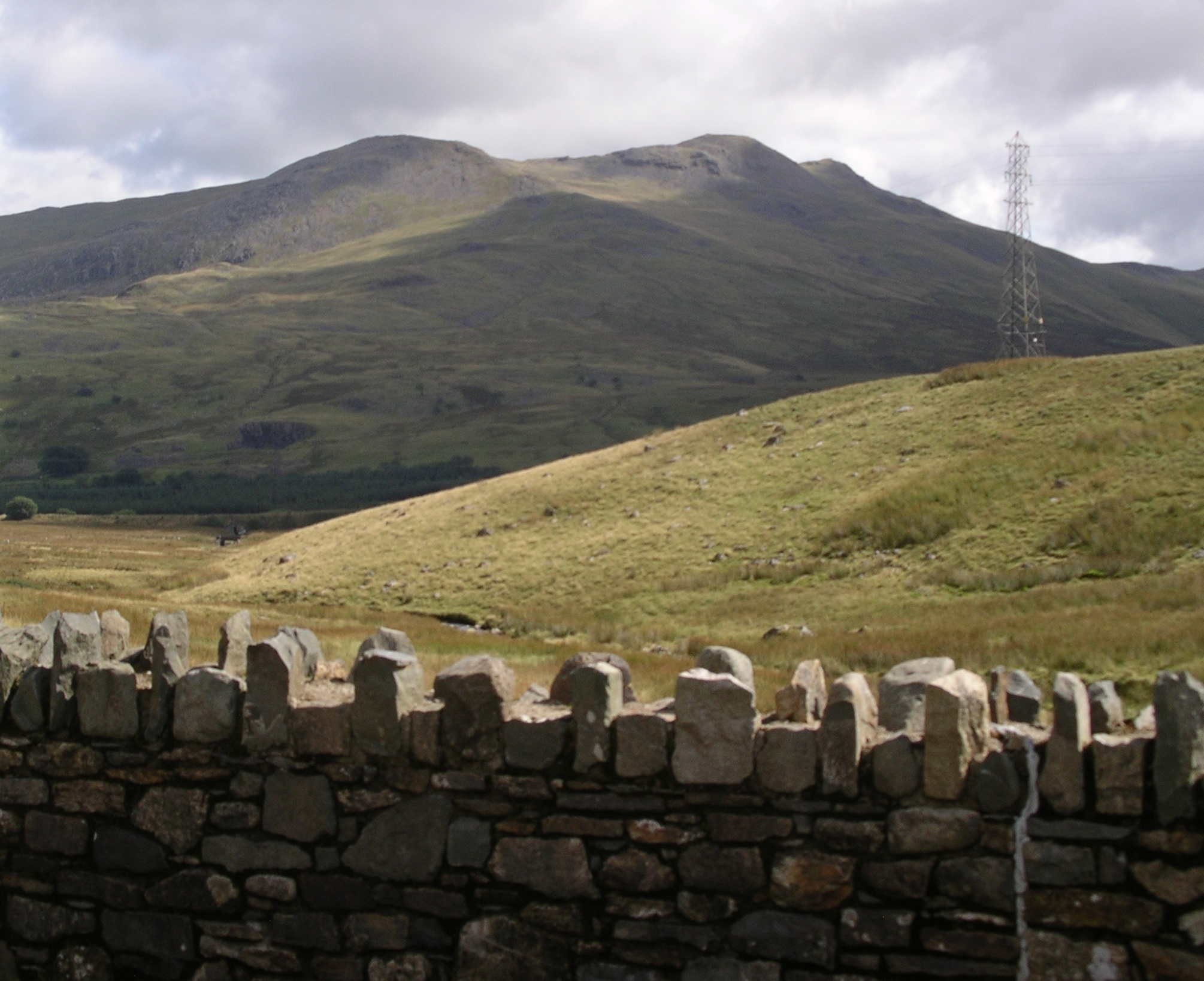
De berg Arenig Fawr, waaraan het tijdperk zijn naam ontleent.